# 松本少年刑務所
松本少年刑務所（まつもとしょうねんけいむしょ）は、法務省矯正局の東京矯正管区に属する刑務所。全国6か所の少年刑務所のひとつである。
下部機関として飯田拘置支所、上諏訪拘置支所の2か所の支所を持つ。木工作業では、ネズコ（クロベ）材を利用した木彫・木工を行うほか、電気工事、自動車整備、左官、情報処理の職業訓練も実施する。
また、日本で唯一、世界的にも例のない、公立中学校の分校のある刑務所としても知られる。全国の受刑者の中から、義務教育を修了しておらず、勉学の希望の強い者が選ばれて入学、学習している。

## 所在地
- 長野県松本市桐3-9-4
  - JR東日本篠ノ井線松本駅から車で約15分
  - 松本駅前の松本バスターミナルよりアルピコ交通（通称・松本電鉄バス）信州大学方面行きに乗車し約15分、追分バス停下車徒歩約5分。

## 収容分類級
本刑務所の収容分類級は以下の通り。
- JB級(少年再犯者)
- YB級(若年再犯者)

## 収容定員
- 405人

## 組織
所長の下に2部1課を持つ3部課制。
- 総務部（庶務課、会計課、用度課）
- 処遇部（処遇担当、企画担当）
- 医務課

## 松本市立旭町中学校桐分校
1950年（昭和25年）、松本市立旭町中学校桐分校が開校した。矯正施設内にある公立中学校としては唯一のもので、刑務所での生活態度が良好で学習意欲があることなどを条件に、全国の受刑者から選ばれた義務教育未修了者が、更生の一環としてここで学習する。3年生に編入され、在学期間は1年間。設立された背景には、1953年（昭和28年）当時松本少年刑務所に収容中の少年受刑者のうち、約8割が新制度義務教育を終えていなかった事実があり、就学機会の低い者ほど犯罪に走る傾向があったためである。1965年（昭和40年）代までは20歳前後の生徒が多かったが、現在では50～60歳代で入学する者もいる。他の刑務所に収容されている受刑者は在学中、松本少年刑務所に移送される。
2010年（平成22年）10月11日放送のTBS系ドラマ「塀の中の中学校」（主演：オダギリジョー、渡辺謙）は、この桐分校を描き、日本のドラマ史上初の「刑務所内での撮影」も行われた。
2015年（平成27年）3月10日、桐分校の卒業式が行われ、受刑者7人が卒業した。関係者ら約200人が見守る中、『桐分校の歌』を歌い、旭町中学校長から一人一人が卒業証書を受け取った。外国籍などで中学校の卒業証書を持っていなかったり、中学校を卒業しているものの学力に不安があったりする受刑者が桐分校で学ぶ。これまでに735人が卒業しており、本年度の生徒7人は、24～46歳で、授業と自主学習合わせて1日約10時間の勉強を重ねた。
2024年（令和6年）4月9日、令和6年度の桐分校入学式が行われ、女性の受刑者5人が入学した。桐分校が女性の受刑者を受け入れるのは今回が初めてとなる。

## 旧設備
1926年（大正15年）に築造され1989年（平成元年）まで使われていた受刑者・未決勾留者収容棟が、松本市歴史の里に移築・展示されている。

## 主な出来事
- 1970年（昭和45年）8月15日 - 少年受刑者が逃走。同年11月23日、埼玉県内で発見され、警官に小銃を乱射した後に自殺を図り翌日死亡[4]。

## 著名な受刑者
- 大久保清